# Drachenseilbahn
Eine Drachenseilbahn ist eine besondere Bauform der Luftseilbahn, die entlang der Schnur eines aufgestiegenen Drachens hochfährt. Drachenseilbahnen werden im Regelfall durch den Wind angetrieben. Sie haben heute größtenteils nur noch eine Bedeutung als Spielzeug, werden aber auch zum Transport von Kameras für Luftaufnahmen (siehe Kite Aerial Photography) verwendet. Es wurden auch manntragende Drachenseilbahnen realisiert.